# Mika Launis
Mika Launis (geboren 1949) ist ein finnischer Illustrator und Grafiker.

## Leben
Mika Launis studierte Grafikdesign an der Aalto-Universität für Kunst und Design in Helsinki. Seine Abschlussarbeit war die Illustration eines in Nordsámi verfassten Kinderbuchs.
Launis arbeitet als Grafiker. Er schuf eine Reihe Buchumschläge, darunter für die finnische Ausgabe der Harry-Potter-Romane, illustrierte Kinderbücher und entwarf die ersten finnischen Briefmarken in der Euro-Währung. Im Jahr 2000 wurde sein Entwurf für das Plakat des Internationalen Kinderbuchtags ausgewählt. In den Jahren 1998 und 2002 war Launis für den Hans Christian Andersen Preis nominiert.

Friedenstaube

Im Jahr 1974 schuf Launis aus einer Fotostudioaufnahme die weiße Taube auf blauem Grund für eine Plakatkampagne des Finnischen Friedenskomitees. Das Taubenmodel verlor während des Shootings eine Schwanzfeder, wodurch eine besondere Silhouette entstand. Das Plakat hing in Helsinki, als im Sommer 1975 die Schlussakte der Konferenz über Sicherheit und Zusammenarbeit in Europa unterzeichnet wurde. Die Friedenstaube wurde 1976 vom bundesrepublikanischen Komitee für Frieden, Abrüstung und Zusammenarbeit als Signet für eine Demonstration in Bonn ausgewählt und fand seither in vielfacher Form Verbreitung.

## Werke (Auswahl)
- Leena Laulajainen: Maretta ja Aikapuu. Illustrationen Mika Launis. Weilin + Göös, Espoo 1984
- Marjut Kivelä: Peikot. Illustrationen Mika Launis. Suomalaisen kirjallisuuden seura, Helsinki 1990
- Ritva Toivola: Apinakuninkaan juhlat. Illustrationen Mika Launis. Sanoma Oy 1991
- Asko Martinheimo: Sadunkertojan satulintu. Illustrationen Mika Launis. Werner Söderström Osakeyhtiö, Porvoo 1991
- Pont Neuf. Kirjayhtymä OyJyväskylä, Helsinki 1995
- Jukka Virtanen: Antti Puuhaara. Illustrationen Mika Launis. Kustannusosakeyhtiö, Helsinki 1996
- Anne Petäinen: Konnankierros. Illustrationen Mika Launis. Tammi, Helsinki 2003